# 吉井一肇
吉井一肇（日语：吉井 一肇，1999年4月13日—）是日本一名男演员，其妹是吉井乃歌。

## 获奖经历
- 2011年金鸡国际影展最受欢迎男演员[1]